# 松元町
松元町（日语：／ Matsmoto chō */?）是過去位於日本鹿儿岛县下的行政區劃，1990年代起，由於往返鹿兒島市區的交通逐漸便利，開始發展成鹿兒島市的衛星城市。2004年與周邊城鎮一同被併入鹿兒島市。